# Aethra seychellensis
Aethra seychellensis is een krabbensoort uit de familie van de Aethridae. De wetenschappelijke naam van de soort is voor het eerst geldig gepubliceerd in 1975 door Takeda.